# Elmer Andersson
Elmer Andersson, född 26 juni 2006 i Järstorp, Sverige är en beachvolley- och volleybollspelare. Han har sedan 2024 stöd genom Sveriges Olympiska Kommittés satsning "Topp och Talang"
Anderssons moderklubb är Habo Wolley. Han studerar vid Ållebergsgymnasiet, som är riksidrottsgymnasium för beachvolley och volleyboll. I volleyboll spelar han med gymnasiets lag RIG Falköping och han har spelat med Sveriges herrjuniorlandslag i volleyboll. Det dock i beachvolley som han har haft sina största framgångar.
Han vann sin första delturnering på Swedish Beach Tour i juni 2023 tillsammans med Elias Sjölund och vann med honom både U19- och U20-klassen vid beachvolley-SM 2023.
 I augusti vann han sin andra svenska tourtitel, denna gång tillsammans med Hannes Hölting Nilsson. Senare i augusti tog han brons vid U18-EM i beachvolley, åter tillsammans med Hannes. I november samma år deltog han i U21-VM där han nådde kvartsfinal tillsammans med Hannes storebror Jacob Hölting Nilsson.
Vid U22-EM 2024 vann Andersson guld tillsammans med Jacob. Några veckor senare vann de sin första seger på Volleyball World Beach Pro Tour 2024 när de vann Rakvere Future i Rakvere, Estland. Det var tredje gången de deltog i en tävling på touren och första gången de kvalificerade sig för huvudturneringen.
Andersson ingår i den grupp av spelare som tränas av Rasmus Jonsson och Anders Kristiansson och sparrar ofta med David Åhman och Jonatan Hellvig. De lag han ingått i har använt samma spelstil som dem, som går ut på att spelaren som får andrabollen ska få den med såpass höjd och precision att de utöver att kunna passa sin medspelare även har möjlighet att anfalla direkt.